# John Button (Rennfahrer)

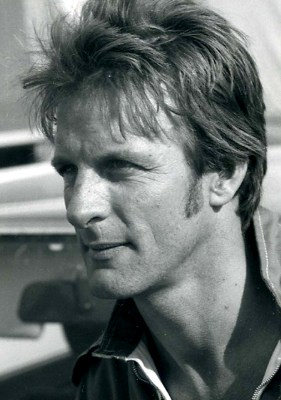
1978: John Button zu seiner Rallycross-Zeit

John Button (* 27. Juli 1943 in London, Vereinigtes Königreich; † 12. Januar 2014 an der Côte d’Azur, Frankreich) war ein britischer Automobilrennfahrer, der in den 1970er-Jahren im Rallycross-Sport engagiert war. Der Formel-1-Weltmeister von 2009, Jenson Button, ist sein Sohn.

## Leben
John Button betrieb in den 1970er-Jahren in Trowbridge einen Autohandel für Volkswagen und Audi, der integrierte Tuningbetrieb führte den Namen Autoconti Tuning. Anfang der 1970er-Jahre begann Button zuerst an britischen Autocross- und dann an Rallycross-Veranstaltungen teilzunehmen. Er setzte hier vielfach einen VW Käfer mit einem auf 2,1 Liter Hubraum vergrößerten Motor ein, der wegen seiner auffälligen schwarz-gelb-roten Lackierung als Colorado Beetle (dt. Kartoffelkäfer) bekannt wurde. Später fuhr Button einen überarbeiteten, annähernd 200 PS starken VW Golf. Seine Starts waren auf britische Veranstaltungen beschränkt. 1976 war das in sportlicher Hinsicht erfolgreichste Jahr für Button: Er nahm sowohl an der RAC British Rallycross Championship als auch an der TEAC/Lydden Rallycross Championship teil und wurde in beiden Serien Vizemeister. Nachdem die Erfolge mit dem weniger konkurrenzfähigen VW Golf in den späten 1970er-Jahren nachgelassen hatten, gab Button seine aktive Rennfahrerkarriere auf.

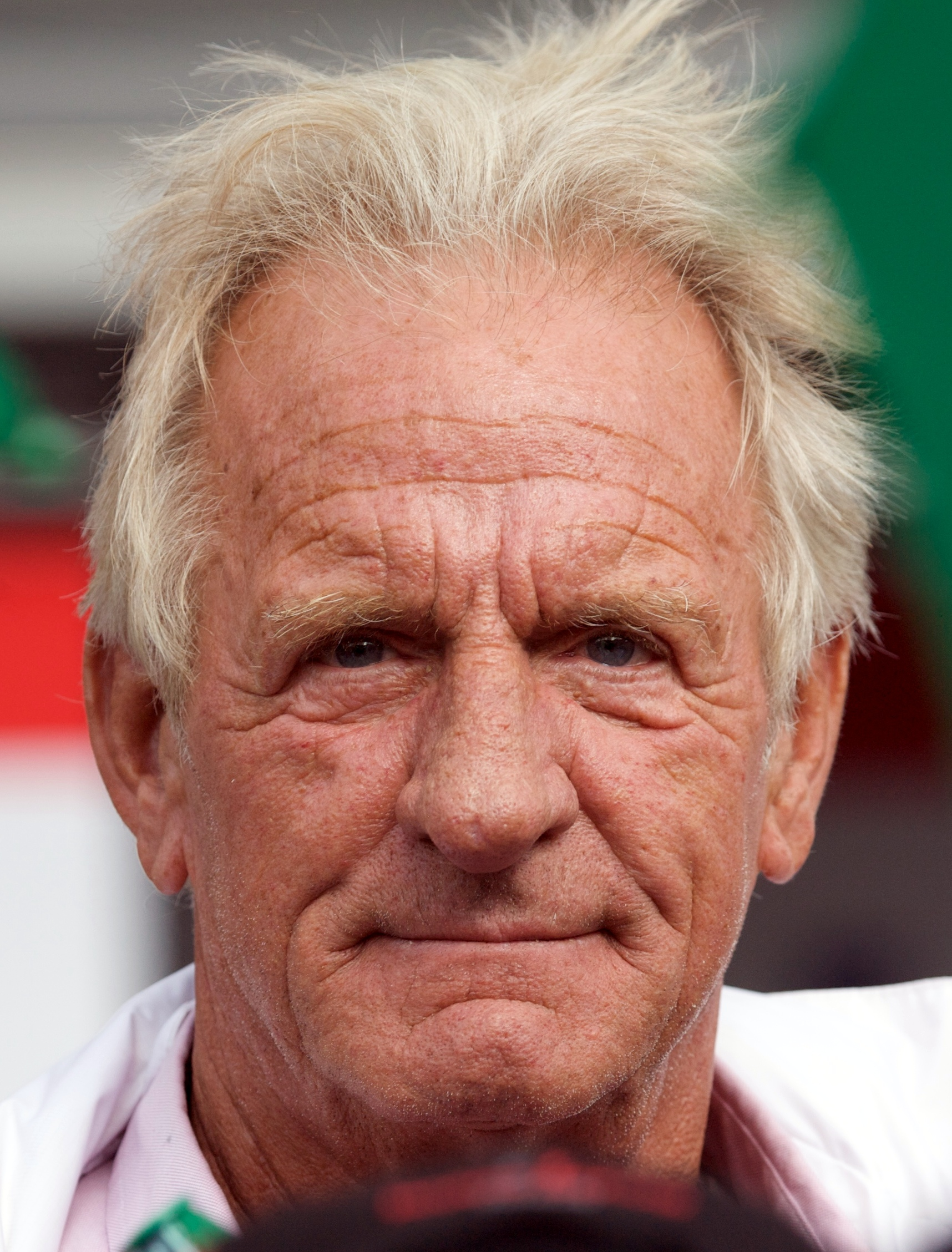
2008: John Button beim GP von Belgien

John Button war ab den 1990er-Jahren die „treibende Kraft“ hinter der Motorsportkarriere seines Sohnes Jenson, die 1989 mit Kart-Rennen begann. Obwohl er 1992 nach der Währungs- und Wechselkurskrise des „Schwarzen Mittwoch“ bankrottging und sowohl seine Firma als auch sein Wohnhaus verlor, organisierte John Button im folgenden Jahrzehnt Jensons Renneinsätze und kümmerte sich unter anderem um die Beschaffung von Geldmitteln. Nach dessen Aufstieg in die Formel 1 begleitete Button seinen Sohn regelmäßig zu den Rennveranstaltungen; er verpasste wegen Krankheit nur einen einzigen der insgesamt 247 Großen Preise, die Jenson Button von 2000 bis 2013 bestritt.
Button war bis 1987 mit der in Südafrika geborenen Simone Lyons verheiratet. Neben Sohn Jenson hatte das Paar drei ältere Töchter. Laut einer früheren eigenen Aussage von Button Senior ist Jensons Vorname eine Huldigung an seinen Freund und Rallycross-Fahrerkollegen, den gebürtigen Dänen Erling Jensen. Allerdings veränderte man Jensen in Jenson, um keine Assoziation zu dem ehemaligen britischen Automobilhersteller Jensen Motors zu wecken. Jensons Mutter Simone bestritt dies später jedoch und gab an, sich den Namen selbst ausgedacht zu haben. Von 1994 bis 1999 war Button mit der 19 Jahre jüngeren Pippa Kerr verheiratet.
John Button starb am 12. Januar 2014 im Alter von 70 Jahren an seinem Wohnort an der Côte d’Azur (Südfrankreich) unter nicht völlig geklärten Umständen, wie Jenson Button es selbst in seiner Autobiografie Life To The Limit schildert.
Zur Erinnerung an John Button schrieben die Veranstalter der britischen Serie Retro Rallycross Challenge im Jahr 2015 erstmals die sogenannte John Button Memorial Trophy aus, die an den „Retro-Rallycross-Fahrer des Jahres“ verliehen wird. Der erste Sieger, der Engländer Ray Morgan, bekam diese Trophäe im Herbst 2015 auf dem Lydden Hill Race Circuit von Jenson Button persönlich überreicht.